# Área metropolitana de Missoula
El Área Estadística Metropolitana de Missoula, MT MSA, como la denomina oficialmente la Oficina de Administración y Presupuesto, es un Área Estadística Metropolitana que abarca únicamente el condado de Missoula, en el estado estadounidense de Montana. Tiene una población de 109.299 habitantes según el Censo de 2010, convirtiéndola en la 331.º área metropolitana más poblada de los Estados Unidos.

## Principales comunidades del área metropolitana
Ciudad principal o núcleo
- Missoula